# Milaan-San Remo 1938
De wielerwedstrijd Milaan-San Remo 1938 werd gereden op 19 maart 1938. Het parcours van deze 31e editie bedroeg een afstand van 281,5 kilometer. 
De wedstrijd werd gewonnen door Giuseppe Olmo, gevolgd door Pierino Favalli en Alfredo Bovet. Elf renners eindigde op een gedeelde twaalfde plaats dit waren: Ruggero Balli, Cino Cinelli, Zaurino Guidi, Léon Level, Diego Marabelli, Attilio Masarati, Kurt Ott, Raymond Passat, Jules Rossi, Renato Scorticati en Glauco Servadei.

## Deelnemende ploegen
| Deelnemende teams | Deelnemende teams   | Deelnemende teams | Deelnemende teams    |
| ----------------- | ------------------- | ----------------- | -------------------- |
| Bianchi           | Il Littoriale       | Frejus            | Gloria-Ambrosiana    |
| Ganna             | Dei                 | Legnano           | Helyett-Hutchinson   |
| Lygie-Settebello  | France Sport-Dunlop | Alcyon-Dunlop     | A. Leducq-Hutchinson |
| Urago-Wolber      | US Azzini           | Wolsit-Binda      | Kristal              |
| Dilecta-Wolber    | SC Paracchi         | Gruppo A          | Tendil-Hutchinson    |
| UCAT Milano       | UC Modenese         | GR Cantore Milano | Mercier-Hutchinson   |
| US Canelli        | Faenza Sportive     |                   |                      |

## Uitslag
| Milaan–San Remo 1938 |                  |                     |          |
| Plaats               | Naam             | Ploeg               | Tijd     |
| Winnaar              | Giuseppe Olmo    | Bianchi             | 7u31'30" |
| 2                    | Pierino Favalli  | Legnano             | z.t.     |
| 3                    | Alfredo Bovet    | Dei                 | z.t.     |
| 4                    | Fabien Galateau  | Wolber              | z.t.     |
| 5                    | Auguste Mallet   | Helyett-Hutchinson  | z.t.     |
| 6                    | Aldo Bini        | Bianchi             | +1'00"   |
| 7                    | Gino Bartali     | Legnano             | z.t.     |
| 8                    | Osvaldo Bailo    | Bianchi             | z.t.     |
| 9                    | Adriano Vignoli  | Bianchi             | z.t.     |
| 10                   | Olimpio Bizzi    | Fréjus              | z.t.     |
| 11                   | Bernardo Rogora  | Gloria-Ambrosiana   | z.t.     |
| 12                   | Ruggero Balli    | Bianchi             | z.t.     |
| 13                   | Cino Cinelli     | Fréjus              | z.t.     |
| 14                   | Zaurino Guidi    | Il Littoriale       | z.t.     |
| 15                   | Léon Level       | Helyett-Hutchinson  | z.t.     |
| 16                   | Diego Marabelli  | Bianchi             | z.t.     |
| 17                   | Attilio Masarati | Lygie-Settebello    | z.t.     |
| 18                   | Kurt Ott         | Individueel         | z.t.     |
| 19                   | Raymond Passat   | France Sport-Dunlop | z.t.     |
| 20                   | Jules Rossi      | Alcyon-Dunlop       | z.t.     |

1907 · 1908 · 1909 · 1910 · 1911 · 1912 · 1913 · 1914 · 1915 · 1916 · 1917 · 1918 · 1919 · 1920 · 1921 · 1922 · 1923 · 1924 · 1925 · 1926 · 1927 · 1928 · 1929 · 1930 · 1931 · 1932 · 1933 · 1934 · 1935 · 1936 · 1937 · 1938 · 1939 · 1940 · 1941 · 1942 · 1943 · 1944 · 1945 · 1946 · 1947 · 1948 · 1949 · 1950 · 1951 · 1952 · 1953 · 1954 · 1955 · 1956 · 1957 · 1958 · 1959 · 1960 · 1961 · 1962 · 1963 · 1964 · 1965 · 1966 · 1967 · 1968 · 1969 · 1970 · 1971 · 1972 · 1973 · 1974 · 1975 · 1976 · 1977 · 1978 · 1979 · 1980 · 1981 · 1982 · 1983 · 1984 · 1985 · 1986 · 1987 · 1988 · 1989 · 1990 · 1991 · 1992 · 1993 · 1994 · 1995 · 1996 · 1997 · 1998 · 1999 · 2000 · 2001 · 2002 · 2003 · 2004 · 2005 · 2006 · 2007 · 2008 · 2009 · 2010 · 2011 · 2012 · 2013 · 2014 · 2015 · 2016 · 2017 · 2018 · 2019 · 2020 · 2021 · 2022 · 2023 · 2024 · 2025
Lijst van beklimmingen